# U-Bahnhof Dietlindenstraße
Der U-Bahnhof Dietlindenstraße (Kürzel der Münchner Verkehrsgesellschaft: DL) ist ein U-Bahnhof im Stadtteil Schwabing der bayerischen Landeshauptstadt München. Er liegt an der Stammstrecke 1 der U-Bahn München und wird von der Linie U6 bedient.

## Geschichte
Der Bahnhof liegt an der ältesten Münchner U-Bahn-Strecke zwischen den Bahnhöfen Goetheplatz und Kieferngarten und wurde mit dieser am 19. Oktober 1971 in Betrieb genommen. Der Rohbau war schon 1967 fertig. Bereits am 10. Oktober 1970 hielten erstmals U-Bahnen an der Station und ermöglichten den Münchnern für einen Tag U-Bahn-Fahrten zwischen den Bahnhöfen Dietlindenstraße und Kieferngarten. Wie viele andere Bahnhöfe dieser Strecke war Paolo Nestler für die Gestaltung des Bahnhofs verantwortlich. Der Aufzug wurde nachgerüstet.

## Lage und Umgebung
Der Bahnhof liegt unter der parallel verlaufenden Ungererstraße, in die auf Höhe der Station die Potsdamer Straße von Westen und die namensgebende Dietlindenstraße von Osten einmünden. Die Dietlindenstraße wurde im Jahr 1899 nach der früh verstorbenen Prinzessin Dietlinde von Bayern (1888–1889) benannt, der achten Tochter von Prinz Ludwig, dem späteren König Ludwig III., und dessen Ehefrau Marie Therese von Österreich-Este.
Folgt man vom Bahnhof aus der Dietlindenstraße, erreicht man den Isarring, der hier direkt am Kleinhesseloher See im Englischen Garten vorbeiführt.
Die benachbarten Stationen sind die Bahnhöfe Münchner Freiheit 712 Meter stadteinwärts und Nordfriedhof 813 Meter stadtauswärts. Der Bahnhof Marienplatz ist etwa 3,5 Kilometer und sieben Minuten Fahrzeit entfernt.

## Bahnhofsanlage

### Aufbau
Der Bahnhof ist zweigleisig mit einem Mittelbahnsteig ausgeführt. Die beiden Gleise sind durch eine Säulenreihe getrennt. An beiden Bahnsteigenden führen Roll- und Festtreppen in ein Sperrengeschoss. Das südliche Zwischengeschoss, an dem sich auch ein Aufzug befindet, besitzt Aufgänge an alle Seiten der Kreuzung von Ungererstraße, Potsdamer Straße und Dietlindenstraße, während vom nördlichen aus jeweils ein Aufgang auf beide Seiten der Ungererstraße zwischen Virchowstraße und Helmtrudenstraße führt.

### Gestaltung
Neben dem blauen Linienband, Charakteristikum vieler Bahnhöfe an der Stammstrecke 1, dominiert vor allem die Farbe Grün in der Bahnhofsgestaltung. So sind die sechseckigen Säulen mit grünen Fliesen gekachelt und die Hintergleiswände mit blassgrünen Faserzementplatten verkleidet. Die Deckenverkleidung besteht aus Lamellen, wobei Aussparungen für die Lampen gelassen wurden. Der Boden ist mit schwarzen Platten ausgelegt.

## Verkehr
Die U6 verkehrt am Bahnhof alle 10 Minuten, in den Stoßzeiten alle 5 Minuten. Stadtauswärts endet etwa jede zweite U-Bahn in Fröttmaning.
An der Oberfläche hält die Buslinie 59. Sie führt über Bogenhausen und Ramersdorf nach Giesing und in den Westen Schwabings.
| Linie | Linienverlauf |
| ----- | --- |
| U6    | Garching-Forschungszentrum – (2560 m) – Garching – (1827 m) – Garching-Hochbrück – (4208 m) – Fröttmaning – (830 m) – Kieferngarten – (1431 m) – Freimann – (1087 m) – Studentenstadt – (660 m) – Alte Heide – (740 m) – Nordfriedhof – (813 m) – Dietlindenstraße – (712 m) – Münchner Freiheit – (579 m) – Giselastraße – (744 m) – Universität – (788 m) – Odeonsplatz – (640 m) – Marienplatz – (884 m) – Sendlinger Tor – (843 m) – Goetheplatz – (677 m) – Poccistraße – (624 m) – Implerstraße – (1236 m) – Harras – (837 m) – Partnachplatz – (760 m) – Westpark – (1084 m) – Holzapfelkreuth – (1050 m) – Haderner Stern – (1097 m) – Großhadern – (731 m) – Klinikum Großhadern |